# Keith Pointer
Keith Pointer (Norwich, 16 febbraio 1951) è un ex calciatore inglese, di ruolo centrocampista.

## Carriera
Formatosi nel Norwich & Norfolk Boys e nel Norfolk, ha la prima esperienza nei campionati senior con il Gothic di Norwich. Passa successivamente al Norwich City e nel maggio 1968 al West Ham Utd, club in cui rimarrà sino al 1972 senza mai esordire in prima squadra, venendo impiegato solo nelle giovanili e con la squadra riserve.
Durante la sua militanza con gli Hammers fu prestato in due occasioni ai canadesi del Montréal Olympique, club della North American Soccer League. Nelle due stagioni di militanza giocò 28 incontri ma, con la sua franchigia non riuscì mai a superare la fase gironi del torneo americano.
Tornato definitivamente in patria venne ingaggiato dal Cambridge Utd, a cui seguirono vari ingaggi nelle serie minori inglesi. Lasciò il calcio giocato nel 1987, impiegandosi come consulente finanziario.